# L'Action républicaine (Nogent-le-Rotrou)
L’Action républicaine de Nogent-le-Rotrou est un journal hebdomadaire local français diffusé le vendredi dans les départements d'Eure-et-Loir, de l'Orne et de la Sarthe.
Contrairement à L'Action républicaine de Dreux qui a fermé ses portes en 2010, le titre est toujours diffusé sur la ville et le canton de Nogent-le-Rotrou et les cantons de La Ferté-Bernard, de Montmirail, du Theil, de Bellême, de Nocé, de Rémalard, de Senonches, de La Loupe, de Thiron-Gardais, d'Authon-du-Perche et de Brou.

## Histoire
L'Action républicaine (édition de Nogent-le-Rotrou) est née en 1964 de la fusion de trois journaux du Perche. Il s'agit de :
- La Gazette Française, un journal créé à La Loupe à la Libération, en 1944, par Albert Dumas, un résistant de tendance MRP et catholique convaincu. Le journal se revendique l'hebdomadaire de la Beauce, du Perche et du Pays Drouais.  (ISSN 2101-1931)[4]).
- Le Petit Nogentais, qui a été créé en 1954 par le même Albert Dumas pour être diffusé sur le canon de Nogent le Rotrou. Il partage la même ligne politique que le précédent.
- La Liberté du Perche est lui un journal de tendance communiste créé en 1945 par des résistants à Nogent-le-Rotrou dirigé par Y. Soulier jusqu'en 1953 puis par Gabriel Herbelin. Il devient bi-hebdomadaire à partir du numéro 44, année 15, le 6 novembre 1959.

Ce dernier journal avait été acheté en 1960 par le Groupe Hersant Média, alors propriétaire depuis 1959 de L'Action républicaine, journal de tendance radicale installé à Dreux.
Après la mort d'Albert Dumas en 1963, les trois journaux sont administrés par André Boussemart. La maquette des trois journaux converge et la couleur qui était réservée jusque-là à la seule Gazette apparait dans les deux autres titres.
En 1964, La Liberté du Perche et Le Petit Nogentais, tous deux édité à Nogent-le-Rotrou, se rapprochent pour former un seul bi-hebdomadaire  (ISSN 2101-1915)) puis La Gazette Française les rejoint en septembre. À la fin de l'année, l'union des trois anciens journaux est absorbée par le journal drouais l'Action Républicaine dont elle prendra le nom. L'Action républicaine de Nogent-le-Rotrou adopte la diffusion bihebdomadaire qu'avaient la Liberté du Perche et L'Action républicaine de Dreux. Elle parait le mardi et le vendredi.
Ainsi, le groupe Hersant élargit l'emprise de son journal drouais sur le Perche eurélien, afin de constituer un titre conséquent face à l'Echo Républicain, le quotidien eurélien basé à Chartres.
Progressivement, le journal étend son rayon d'action à l'ensemble du Perche. En 1973, le titre absorbe L’Action républicaine de Châteaudun  (ISSN 2101-1893).
Au début des années 2000, l'Action républicaine, le bihebdomadaire du Perche, s'étend sur l'Orne jusqu'aux cantons de L'Aigle, Tourouvre et Pervenchères, et sur la Sarthe, il couvre ceux de La Ferté-Bernard et Mamers. Sur ce secteur, il est en concurrence principalement avec l'hebdomadaire Le Perche qui, depuis 1997, a ouvert une rédaction à Nogent-le-Rotrou. Au nord, il couvre les cantons de La Ferté-Vidame, Senonches et Châteauneuf-en-Thymerais, qu'il a en commun avec l'édition drouaise du journal. Au sud, il s'étendu jusqu'aux cantons de Brou et d'Authon-du-Perche.
Le format bi-hebdomadaire fut abandonné en 2003 dans le cadre d'un important plan de restructuration, le journal devient alors hebdomadaire. À cette occasion, il est décidé d'arrêter de couvrir les cantons les plus éloignés de l'Orne pour se recentrer sur le sud de l'axe Bellême-Rémalard-Senonches. Plusieurs correspondants quittent le journal et la rédaction voit ses moyens diminués.
L'Action Annonces, le supplément gratuit dédié aux petites annonces est autonomisé et intègre la bannière ParuVendu, commune à toute la presse d'annonce gratuite du Groupe Hersant Média. Il quitte même physiquement la rédaction du journal L'Action républicaine pour disposer de locaux propres, rue Gouverneur à Nogent-le-Rotrou.
Le passage à la formule hebdomadaire est un échec et le journal reprendra son format bi-hebdomadaire quelques années plus tard, avant de l'abandonner de nouveau en janvier 2011.
À partir de 2005, L'Action Républicaine est regroupée avec différents hebdomadaires du groupe Hersant au sein des Hebdos Normands Ce groupe s'étend sur l'ensemble de la Normandie. En 2007, le journal change de logo comme la plupart des titres du groupe Hebdos Normands, il abandonne ses traditionnelles couleurs rouges et noires pour le rouge et bleu turquoise. La même année, les Hebdos Normands sont cédés par le G roupe Hersant à Publihebdos, une filière du Groupe Ouest-France.
En 2010, le titre éponyme édité à Dreux a fermé ses portes. L'Action républicaine de Nogent-le-Rotrou reste le dernier représentant des trois journaux qui avaient jadis composé ce groupe.
En 2014, un rapprochement est initié avec les journaux Le Perche et l'Echo Sarthois, deux autres titres du groupe Publihebdos, par la mise en commun d'un site internet. Les collaborations entre ces journaux existaient déjà depuis plusieurs d'années par le partage d'articles et de correspondants : des articles identiques paraissaient dans les trois titres.